# Minotaur (Automarke)
Minotaur war ein britischer Hersteller von Automobilen.

## Markengeschichte
John Forakis gründete 1993 das Unternehmen Minotaur Cars in Sheerness auf der Isle of Sheppey in der Grafschaft Kent. Er präsentierte im gleichen Jahr einen Prototyp auf einer Messe. Aber erst 1998 begann die Produktion von Automobilen und Kits. Der Markenname lautete Minotaur. Von 2006 bis 2009 setzte Pilgrim Cars aus Small Dole bei Henfield in West Sussex die Produktion fort. Erneut John Forakis war zwischen 2009 und 2012 in seinem neuen Unternehmen Vision Sportscars in Framfield bei Uckfield in East Sussex der letzte Hersteller. Insgesamt entstanden etwa acht Exemplare.

## Fahrzeuge
Im Angebot stand nur ein Modell. Dies war ein Sportwagen mit exotischem Aussehen, entworfen von John Forakis. Die Basis bildete ein Spaceframe-Rohrrahmen. Ein V8-Motor von Rover war in Mittelmotorbauweise hinter den Sitzen montiert und trieb die Hinterräder an. Ab 2009 war ein V8-Motor von Chevrolet mit 5700 cm³ Hubraum und 350 PS Leistung erhältlich.